# Kostel Navštívení Panny Marie (Poštorná)
Kostel Navštívení Panny Marie v Břeclavi-Poštorné je novogotický farní chrám postavený v letech 1895–1898, dominanta městské části a jedna z hlavních stavebních atraktivit celé Břeclavi.

## Historie
Základní kámen na stavbu kostela byl položen 24. června 1895 a kostel byl slavnostně vysvěcen o tři roky později 3. července 1898 vídeňským biskupem Dr. J. Schneiderem za přítomnosti celé knížecí rodiny Lichtenštejnů. Kostel byl postaven na popud poštorenského obyvatelstva a usedlíků z přifařené Charvátské Nové Vsi za podpory tehdy vládnoucího knížete Jana II. z Lichtenštejna pod vedením architekta Karla Weinbrennera. Jako vzor ke stavbě kostela si Weinbrenner vybral vídeňský kostel Panny Marie Vítězné od architekta Friedricha Schmidta. Na stavbu byl použit materiál z místních keramických závodů (tehdy se jednalo o knížecí cihelnu) a bylo použito na 200 druhů cihel, dlaždic, tvarovek a glazované keramické krytiny. Samotnou výstavbu kostela provedla vídeňská firma Josefa Schmalzhofera.
Tento kostel byl náhradou za kostel původní, který stál téměř na místě dnešního kostela. Podle farní kroniky byl původní kostel postaven v roce 1339. Tehdy byla Poštorná a Charvátská Nová Ves filiální farností valtického kostela a nesídlil tady kněz, který by poštorenský kostel spravoval. Zmínka o faře pochází až z roku 1570, kdy k poštorenské farnosti patřil i nedaleký Hlohovec. Jednu dobu dokonce poštorenští kněží spravovali i kostel v Břeclavi, a to přesto, že Poštorná až do roku 1920 patřila k Dolním Rakousům, zatímco Břeclav ležela na Moravě.
Na starém kostele se v průběhu doby neprováděly žádné velké opravy, proto kostel pomalu chátral a v polovině 19. století po rozmachu Poštorné už ani svou kapacitou nevyhovoval požadavkům farnosti.

### Program záchrany architektonického dědictví
V rámci Programu záchrany architektonického dědictví bylo v letech 1995-2014 na opravu kostela čerpáno 7 100 000 Kč.
| rok    | 1996  | 1997 | 1998 | 1999 | 2000  | 2001  | 2002 |
| ------ | ----- | ---- | ---- | ---- | ----- | ----- | ---- |
| částka | 2 000 | 700  | 300  | 800  | 1 100 | 1 400 | 800  |

## Interiér a exteriér
Hlavní průčelí poštorenského kostela je obráceno k vyústění břeclavské cesty. To podnítilo orientaci kněžiště netradičně směrem na jihozápad. Nad portálem se nachází socha žehnajícího Krista jejímž autorem je Josef Beyer.
Dominantním architektonickým motivem stavby je vysoká kopule na osmibokém tamburu, která je zakončena lucernou ve tvaru koruny. Výška chrámu činí 50,7 metru.
Oltáře v kostele zhotovil tyrolský umělec Ferdinand Stuflesser, který je zároveň autorem křížové cesty. Jedná se o oltář Božího hrobu, Mariánský oltář a oltář Božského srdce Ježíšova. Hlavní oltář, který se nachází ve středu kněžiště, je podle pověsti provizorní. Legenda praví, že jistý Maďar měl utéci s jeho plány neznámo kam.
Vitráže v oknech v prostoru kněžiště znázorňují Pannu Marii, sv. Josefa, sv. Jana Křtitele a sv. Vavřince.
Sochy sv. Františka z Assisi a sv. Antonína jsou dílem sochaře Josefa Kafky a pochází z roku 1940 nebo 1942. Sochy sv. Josefa, sv. Terezie z Lisieux a sousoší Ježíše, Panny Marie a apoštola Jana pochází z dílny neznámých vídeňských sochařů.
Varhany pocházejí z proslulé dílny Bratří Riegrů z Krnova z roku 1926. Tato autorská dvojice varhany v kostele instalovala.
Autorem kříže před kostelem, který pochází z roku 1902, je také Karel Weinbrenner.

## Dostupnost
Kostel stojí u hlavní křižovatky v centru Poštorné, 1 km od hlavního náměstí v Břeclavi a 2,5 km od železniční stanice Břeclav (na železniční stanici Poštorná, vzdálené 1 km, je pouze sezónní turistický provoz). U kostela se nachází parkoviště. Autobusová zastávka "Poštorná, kostel" (linky IDS JMK č. 561-3, 566-571) je 100 m od kostela.
Kostel si lze prohlédnout bez průvodce vždy 1/2 hodiny před bohoslužbou. Kostelní věž je zpřístupněna veřejnosti.

## Galerie

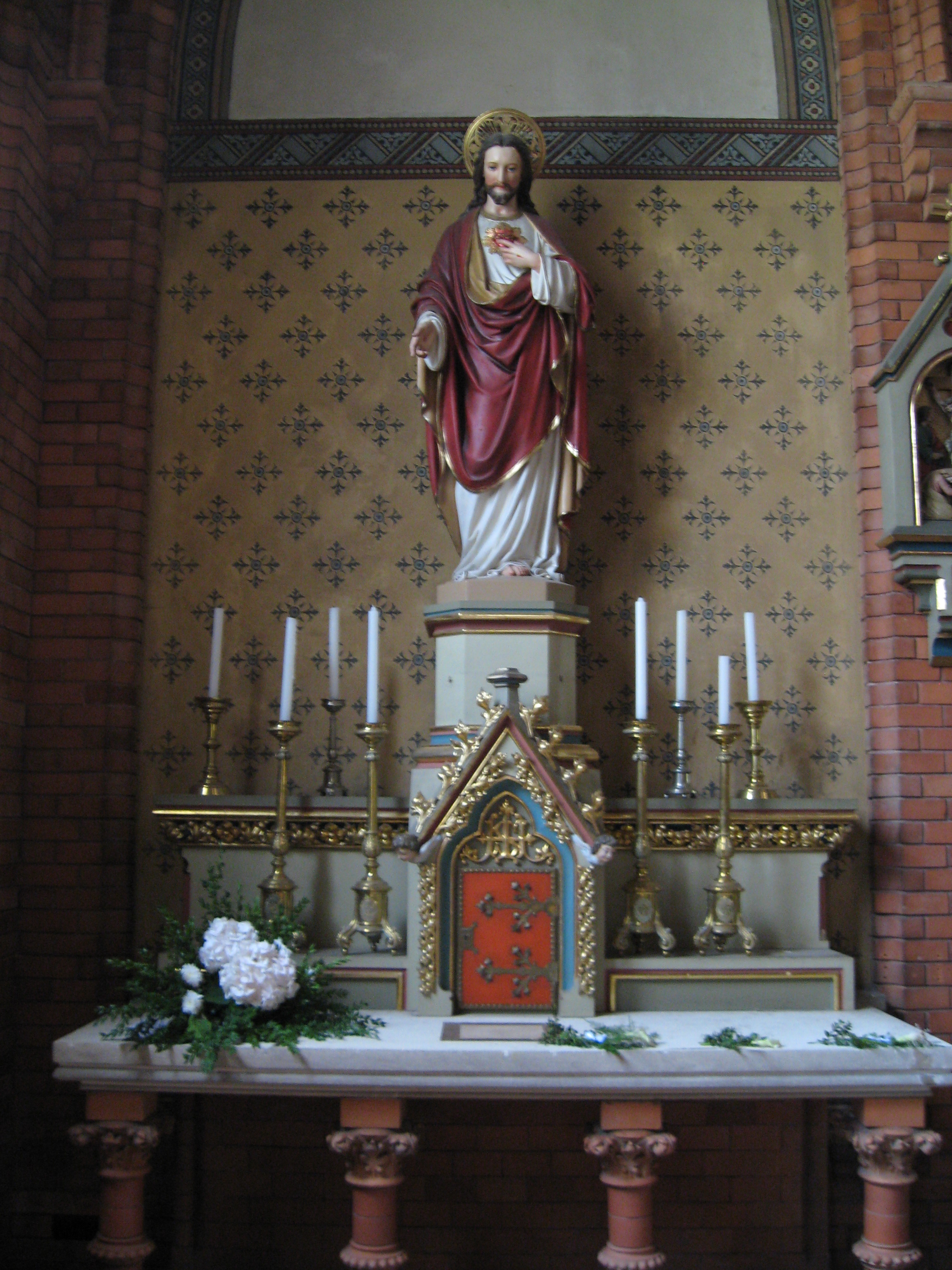
Oltář Božského srdce Ježíšova
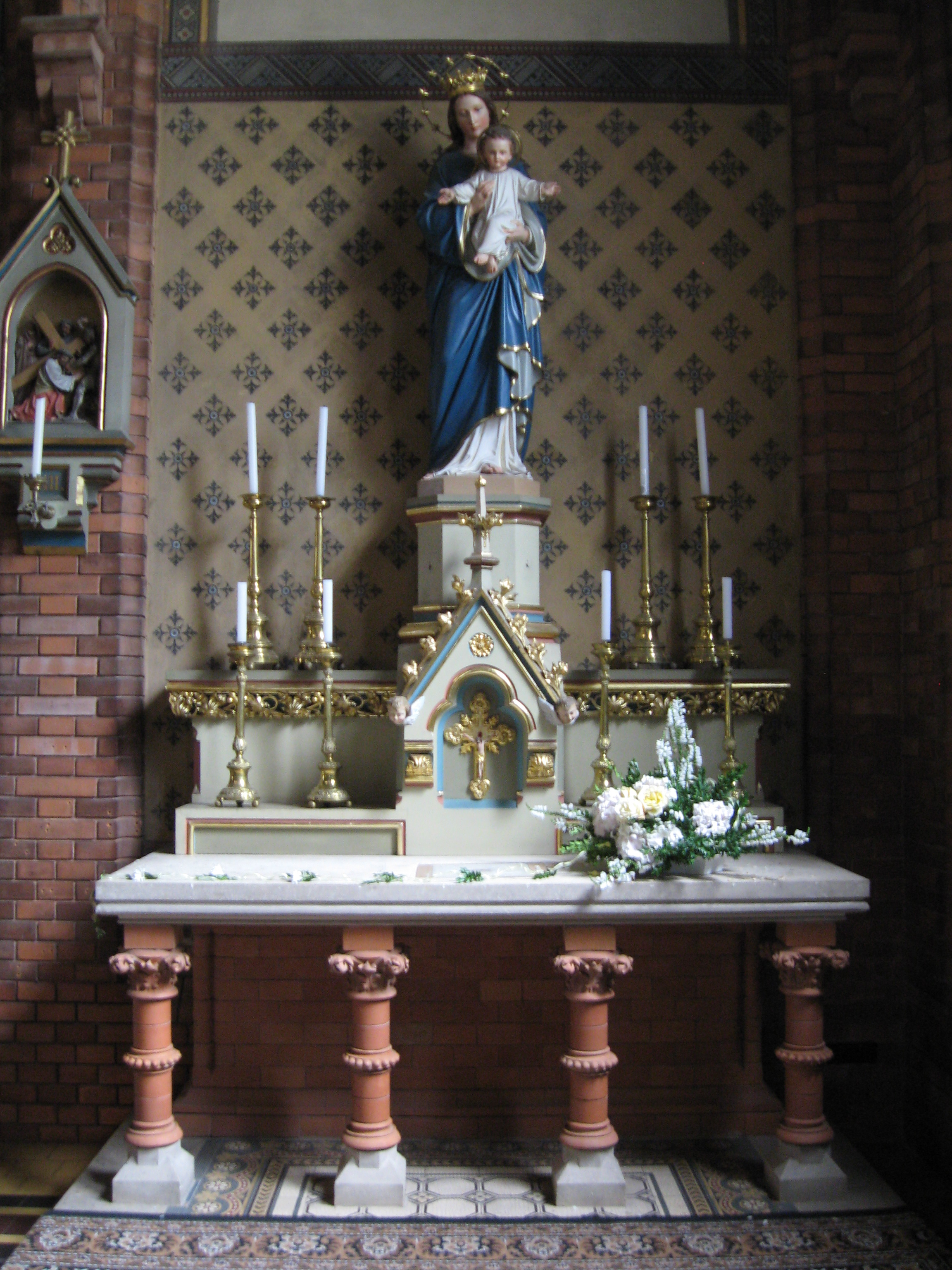
Mariánský oltář
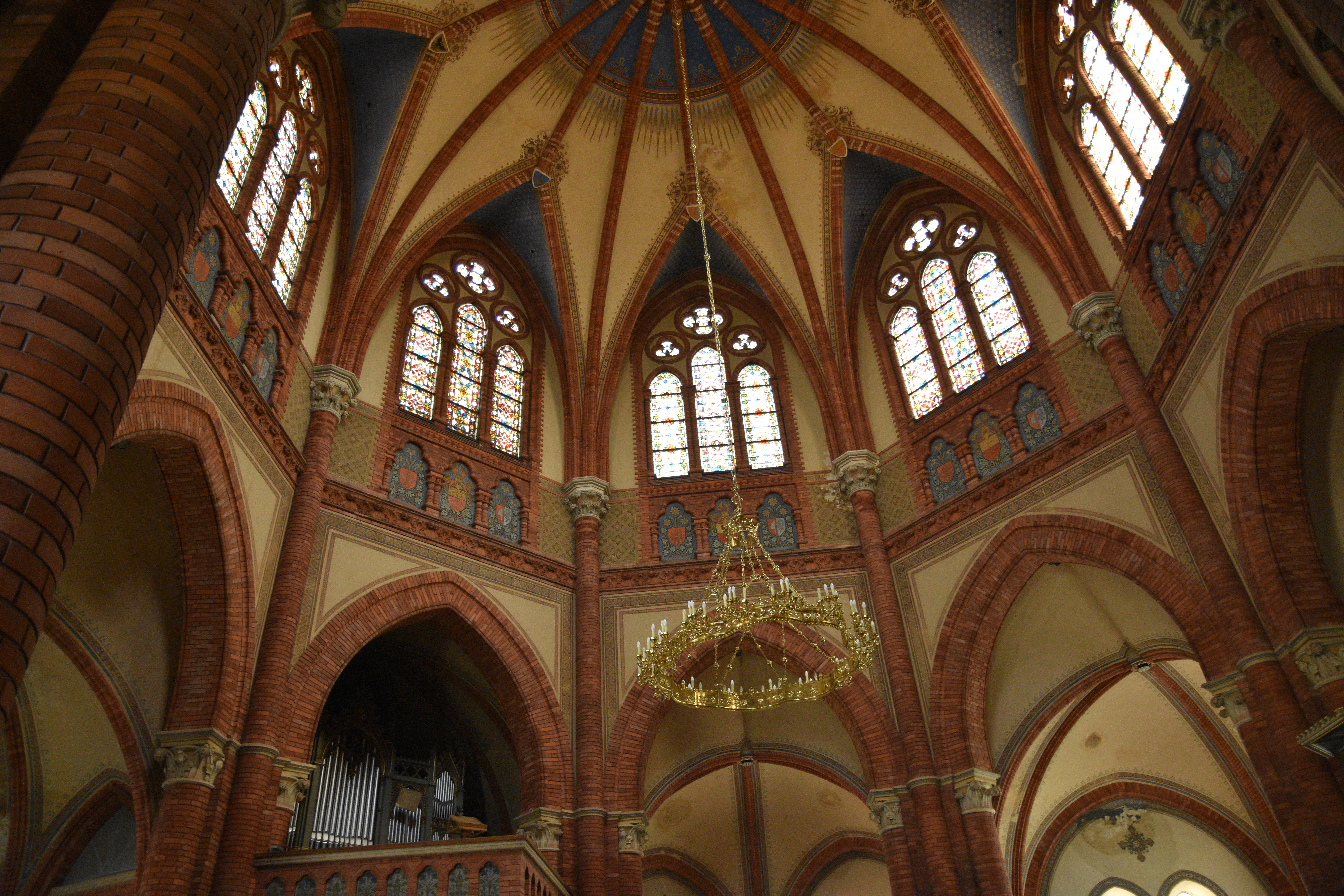
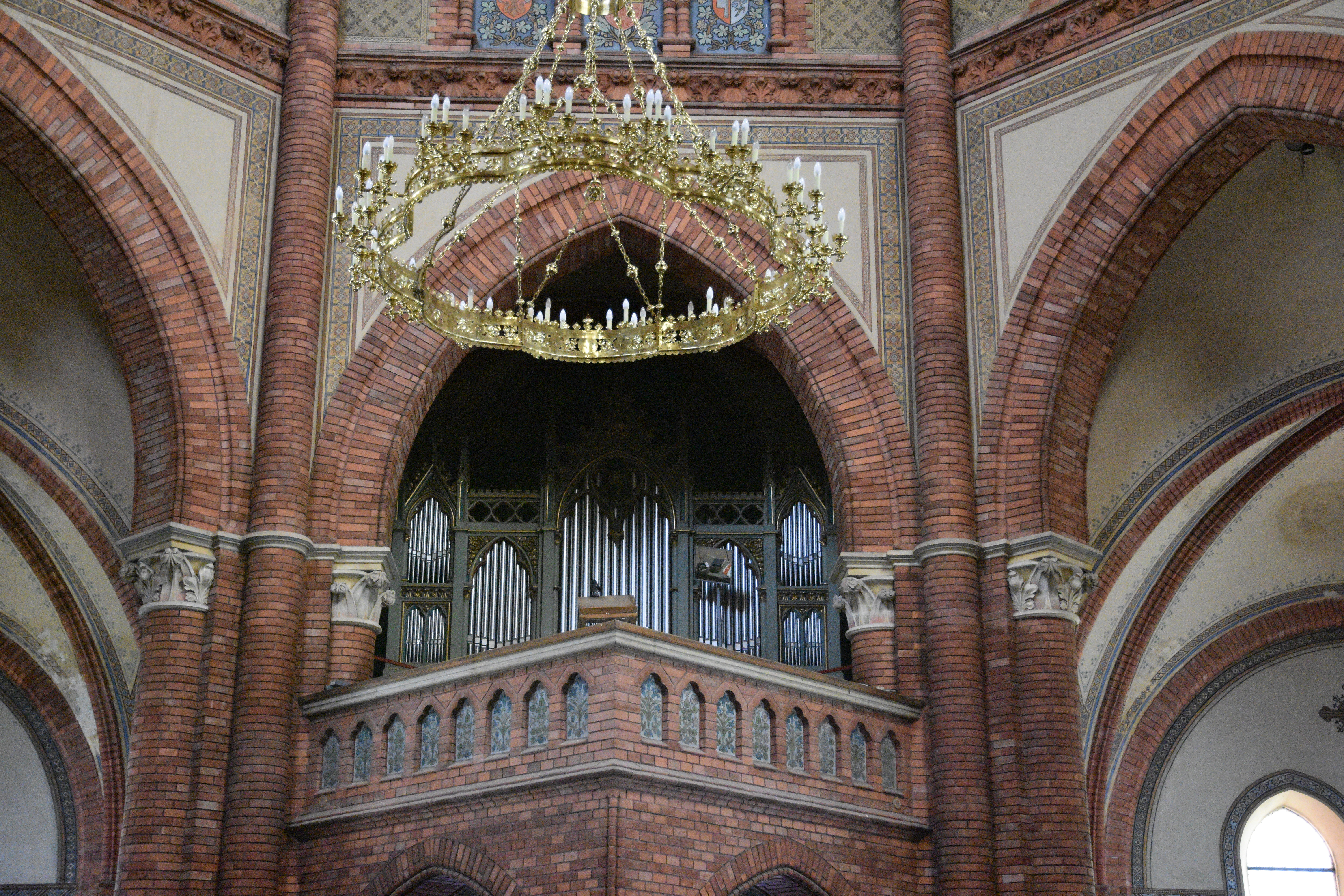
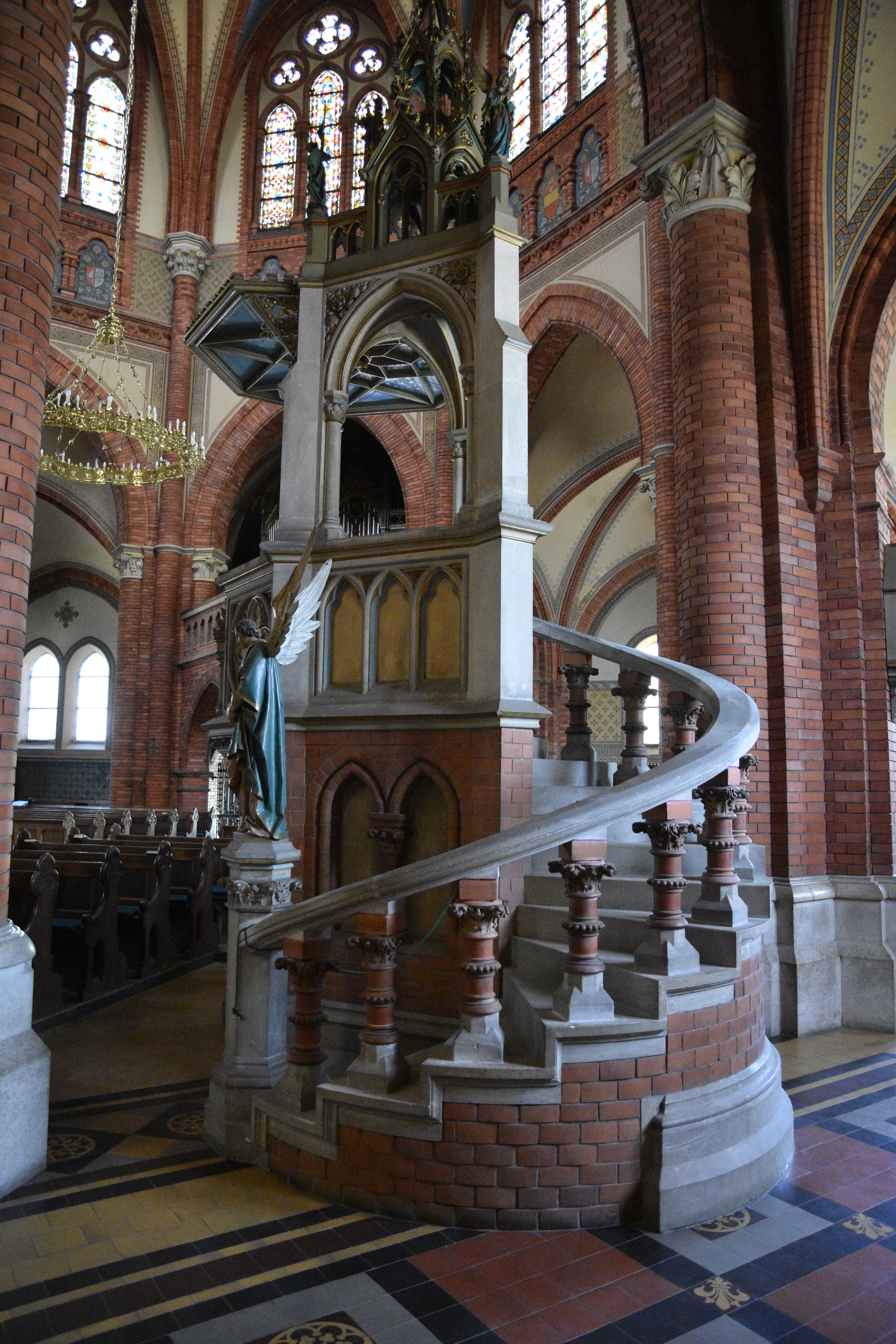
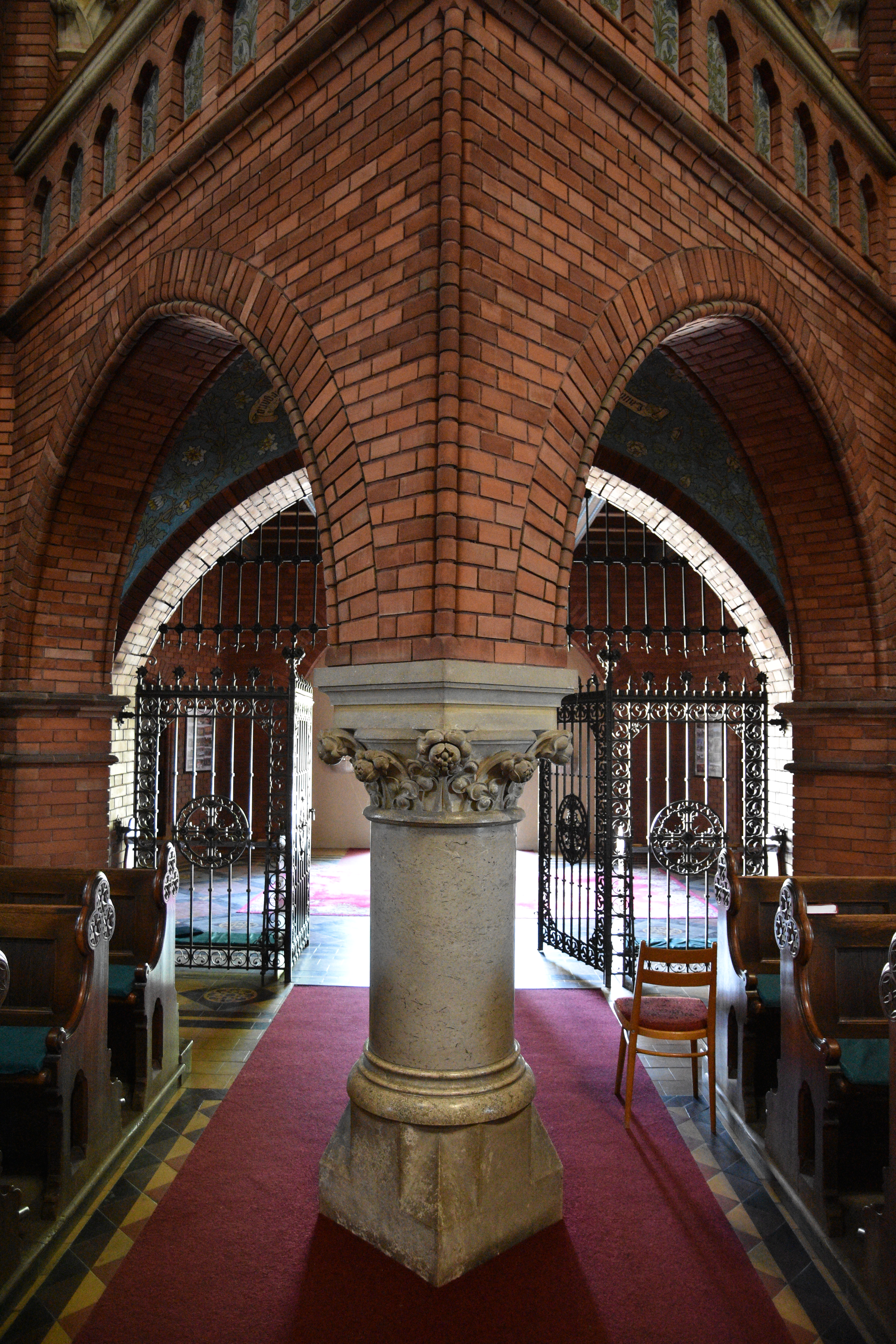